# McClain megye
McClain megye az Amerikai Egyesült Államokban, azon belül Oklahoma államban található. Megyeszékhelye Purcell, legnagyobb városa Newcastle. Lakosainak száma 41 662 fő (2020. április 1.). McClain megye Cleveland, Garvin, Pottawatomie, Pontotoc, Grady és Canadian megyékkel határos.

## Népesség
A megye népességének változása:
| Lakosok száma | 34 724 | 35 122 | 35 598 | 36 511 | 38 066 | 41 662 |
|               | 2010   | 2011   | 2012   | 2013   | 2015   | 2020   |